# Żywiec Beskids

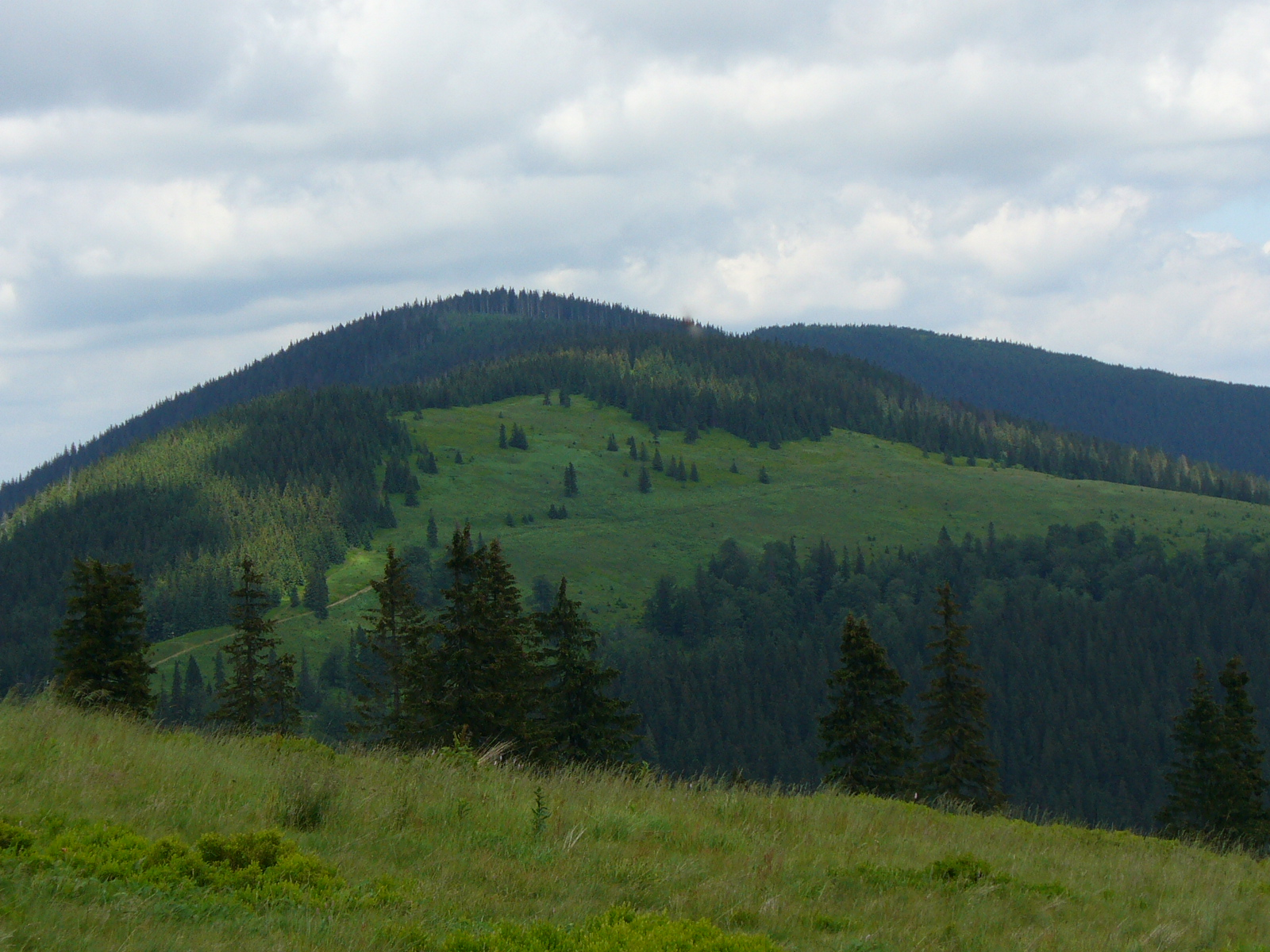
Đỉnh Romanka

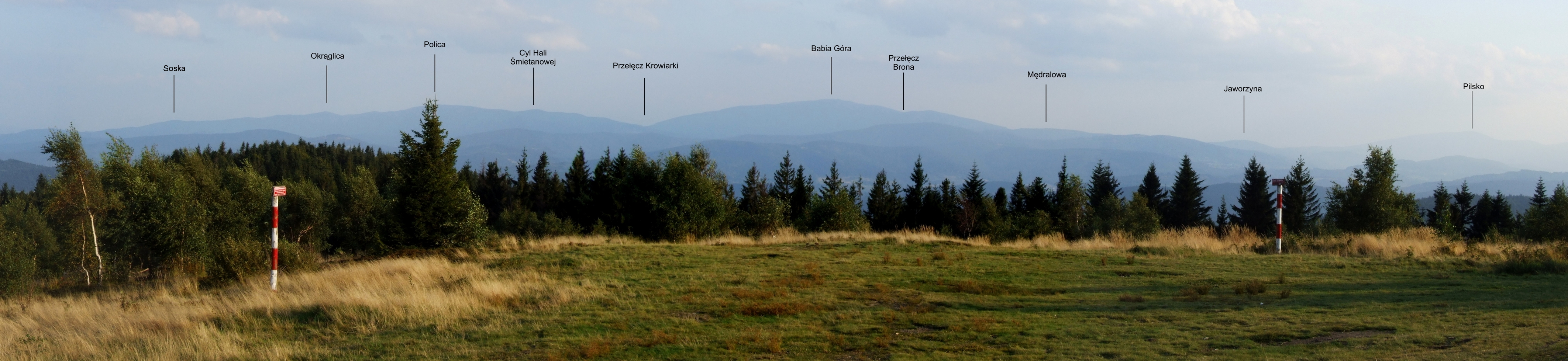
Toàn cảnh đến Żywiec Beskids từ Leskowiec (Beskid Mały)

Beskids Żywiec (tiếng Ba Lan: Beskid Żywiecki) là một dãy núi ở ngoài Tây Carpathians ở miền nam Ba Lan. Đây là phạm vi cao thứ hai ở Ba Lan, sau dãy núi Tatra. Đỉnh cao nhất là Babia Góra (1.725 m) và Pilsko (1.557 m).